# Hutaimbaru II
Hutaimbaru II is een bestuurslaag in het regentschap Padang Lawas Utara van de provincie Noord-Sumatra, Indonesië. Hutaimbaru II telt 191 inwoners (volkstelling 2010).